# Marty Friedman
Marty Friedman (nascut Martin Adam Friedman el 8 de desembre de 1962 a Washington, D.C., Estats Units) és un guitarrista estatunidenc, més conegut com el guitarrista solista de la banda de thrash metal, Megadeth de 1989 a 2000. Friedman ara resideix al Japó on és amfitrió dels seus propis programes de televisió, Rock Fujiyama i de Jukebox English a la televisió japonesa.

## Carrera
Friedman és conegut per la seva improvisació i per fusionar la música oriental amb estils musicals d'occident, tals com el metal neoclàssic, thrash metal i més endavant el rock progressiu, J-pop, jazz, new age i similars. Anant més enllà de les escales tradicionals, Friedman freqüentment usa arpegis en les escales amb les quals toca, utilitzant una tècnica poc convencional de tocar les cordes, afavorint els moviments cap amunt. També és conegut pel seu ús freqüent de vibratos melòdics i extensos.
Abans d'unir-se a Megadeth, tocà amb diverses bandes, incloses Deuce, Hawaii, Vixen (no s'ha de confondre amb la banda femenina del mateix nom), i Cacophony notablement. Cacophony oferia elements de metal neo-clàssic, harmonies sincronitzades de guitarres germanes, i contrapunts. Friedman grava amb Jason Becker dos àlbums en Cacophony, primerament Speed Metal Symphony i més tard Go Off.

## Megadeth
Després que Cacophony s'acabà el 1989, Marty Friedman audicionà per a la banda thrash metal Megadeth i en acceptar el consell d'altre guitarrista Jeff Loomis, i s'uní a la banda el febrer de 1990. El primer álbum que va gravar amb ells seria Rust in Peace, ara considerat un dels àlbums clàssics del thrash metal, Rust in Peace fou platí als Estats Units. Després va treballar el seu mètode de tocar solos en escales exòtiques com quan estava a Cacophony i ho integraria a la música de Megadeth. El febrer de 1992, Megadeth va llançar Countdown to Extinction, el qual fou un àlbum molt més comercial, i que apuntava cap a una audiència més ampla, el qual va obtenir un doble platí. Friedman va participar en els següents llançaments de Megadeth Youthanasia (1994), Cryptic Writings (1997), Risk (1999). Després d'un total de cinc àlbums d'estudi, Friedman va deixar la banda el desembre de 1999. Després diria que se cansà de tocar metal. Durant el temps que Friedman estigué en la banda, es van vendre més de deu milions d'àlbums al món sencer, i la formació de Megadeth, de 1990 a 1999, on aquesta inclòs Friedman, és mundialment reconeguda pels fanàtics com la millor alineació de la banda.

## Vida en Japó
Actualment viu a Shinjuku, Tòquio (Japó), viatja al voltant del món donant seminaris, presentacions i classes mestres a dotzenes de països d'Àsia, Europa, Amèrica del Nord i Amèrica del Sud. S'ha convertit en una gran força a l'escena musical japonesa, tocant com principal guitarrista amb alguns dels artistes més grans del país. També apareix a la televisió japonesa i com columnista en una de les més grans revistes de música del país i un periòdic nacional de caràcter diari.
Friedman parla japonès d'una forma fluida. El guitarrista se tornà un membro regular del repartiment del programa musical de TXN, hebimeta-san (ヘビメタさん) ("Heavy-Metal San"), amb l'ídol japonès Yoko Kumada abans que el show fos cancel·lat en el 2005. Friedman té el seu propi programa de televisió, Rock Fujiyama, juntament amb Shelly, Kenny Guy, Rock Ninja Yorimasa i l'exmembre de Scanch, Rolly Teranishi.
Durant novembre i desembre del 2005 eixí de gira amb la cantant japonesa Ami Suzuki dins de la seua gira "Susuki Ami al voltant del món", que va tenir lloc en ciutats com Tòquio, Osaka i Nagoya. Ha tocat guitarra al costat de músics japonesos com Nanase Aikawa, miyavi i Kirito l'exmembre de Pierrot.
Més recentment, Friedman, ha aparegut al programa de televisió, Jukebox, on ell i altres dos japonesos tradueixen les lletres de diverses cançons en anglès en un japonès senzill.

## Activitat recent
Friedman aparegué en la cançó «Born Of Anger» de l'àlbum All That Remains d'Ozzy Osbourne. Marty és un gran fanàtic de The Ramones, Kiss (els primers anys) i Frank Marí. També va aparèixer en Where Moth and Rust Destroy, l'últim àlbum de la banda de thrash metall cristià Tourniquet.
Actualment usa unes MFM1 i MFM2 (amb una pastilla i switch de volum) d'Ibanez, els seus models signature. La qual és un model SZ dissenyada per a ell, també usa amplificadors ENGL i un Boss GT6 i GT8.
El 2004 Friedman s'uní al músic de tràngol psicodèlic Takeomi Matsuura (conegut pel seu àlies Zeta) com guitarrista. El seu àlbum debut va ser llançat el 4 de gener de 2007, també titulat Zeta, i inclou cançons remesclades de músics de tràngol psicodèlics com Astrix i Rinkadink.
Loudspeaker fou llançat al Japó el 26 de juny de 2006. Entrant a la taula nacional japonesa al número 33. Açò marca la primera aparició al Top 40 de qualsevol dels seus àlbums com solista.

## Discografia

### Amb Hawaii
- Made In Hawaii (EP) (como Vixen) (1983)
- One Nation Underground (1983)
- Loud, Wild And Heavy (EP) (1984)
- The Natives Are Restless (1985)

### Amb Cacophony
- Speed Metal Symphony (1987)
- Go Off! (1988)

### Amb Megadeth
- Rust in Peace (1990)
- Countdown to Extinction (1992)
- Youthanasia (1994)
- Hidden Treasures (EP) (1995)
- Cryptic Writings (1997)
- Cryptic Sounds - No Voices in Your Head (EP) (1998)
- Risk (1999)

### Com solista
- Dragon's Kiss (1988)
- Scenes (1992)
- Introduction (1995)
- True Obsessions (1996)
- Music For Speeding (2003)
- Loudspeaker (2006)
- Future Addict (2008)
- Tokyo Junkebox (2009)